# Raúl González (boxare)
Raúl González, född 5 juni 1967, är en kubansk boxare som tog OS-silver i flugviktsboxning 1992 i Barcelona. Han förlorade finalen mot nordkoreanske Choi Chol-Su med 2-12. Tre år senare, 1995, vann han brons i amatör-VM i boxning i sin viktklass. 